# Henri Focillon
Henri Joseph Focillon (Digione, 1881 – New Haven, 3 marzo 1943) è stato uno storico dell'arte, incisore e poeta francese.

## Biografia
Figlio dell'incisore Victor-Louis (1849-1918), Henri Focillon ebbe sin da giovane la possibilità di entrare in contatto con grandi personalità dell'arte francese come Édouard Vuillard e Auguste Rodin. Iniziò a studiare a Parigi presso il Lycée Charlemagne prima e, successivamente, al Lycée Henri IV. Tra il 1901 e il 1905 studiò filologia presso la École Normale Supérieure diplomandosi nel 1906 come agrégé de lettres. Dopo aver ottenuto la qualifica di insegnante, tra il 1908 e il 1910 praticò l'insegnamento presso il Lycée de Bourges e poi al Lycée Chartres, tra il 1910 e il 1913.
Appassionato di storia moderna, ottenne una cattedra di questa materia presso l'Università di Lione in concomitanza con la qualifica di direttore del locale Museo delle Belle Arti. Durante questo periodo si dedicò a numerosi soggetti di studio che spaziarono dallo studio del buddhismo a monografie su artisti come Benvenuto Cellini. La sua dissertazione su Piranesi, pubblicata nel 1918, gli fece guadagnare le attenzioni della critica; nel 1924 ottenne il merito di diventare il giovane successore di Émile Mâle alla cattedra di archeologia medioevale presso la Sorbona. L'anno successivo fu insignito della carica di Professeur presso il nuovo Institut d'Art et du Moyen Age, dove, in qualità di insegnante e ricercatore, si occupò di numerose epoche artistiche focalizzandosi però proprio sul periodo medioevale. Nel 1931 pubblicò il saggio L'art des sculpteurs romans che nel 1933 fu seguito dall'opera La civilisation occidentale au moyen âge, scritta con altri grandi storici dell'epoca. A partire dal 1933 iniziò con una certa regolarità dei periodi di insegnamento presso l'Università di Yale, ereditando così l'opera di formazione di alto livello iniziata dall'altro grande storico dell'arte Marcel Aubert. Nel 1934 pubblicò una delle sue opere più celebrate, basata soprattutto sui suoi lunghi e attenti studi sull'arte medioevale, dal titolo La vie des formes. In questa opera Focillon approdò ad una vera e propria 'filosofia dell'arte', nella quale l'arte viene guidata da una propria legge interna e da un principio fondamentale, quello della forma. Teorizzò infatti che ogni opera nasce da un incontro attivo tra la vocazione formale dell'uomo e la vocazione formale della materia.
Nel 1938 ottenne la cattedra di estetica e di storia dell'arte presso il Collège de France e una seconda cattedra proprio a Yale.
Fu proprio mentre era nell'università statunitense che scoppiò la seconda guerra mondiale con l'occupazione nazista della Francia. Divenuto un esule, fu nominato tra i primi ospiti della Dumbarton Oaks Research Library and Collection, una prestigiosissima istituzione universitaria fondata per lo studio ad alto livello sulla storia dell'arte bizantina e di altre culture. Morì durante il conflitto mondiale, negli Stati Uniti, in concomitanza con la pubblicazione di un suo saggio Moyen âge, survivances et reveils.
L'insegnamento di Focillon formò un gruppo di grandi storici e critici d'arte tra i quali sono da annoverare André Chastel, Françoise Henry, Philippe Verdier, Louis Grodecki, Charles Sterling e Jurgis Baltrušaitis (quest'ultimo sposò la figlia di Focillon, Hélène). Non bisogna dimenticare i suoi allievi statunitensi, tra i quali si ricordano Sumner McKnight Crosby, Charles Seymour e George Kubler.

## Opere in italiano
- Vita delle forme, introduzione e cura di Adelchi Baratono, trad. Eva Randi, Milano: Minuziano, 1945
- Vita delle forme, a cura di Diego Valeri, Padova: Le tre Venezie, 1945
- Giovanni Battista Piranesi, a cura di Maurizio Calvesi e Augusta Monferini, trad. Giuseppe Guglielmi, Bologna: Alfa, 1963
- L'arte dell'Occidente, trad. Emilio Faccioli e Gino Baratta, Torino: Einaudi, 1965 ISBN 8806598139
- Grandi maestri dell'incisione, a cura di Andrea Emiliani, prefazione di André Chastel, Bologna: Alfa, 1965
- Scultura e pittura romanica in Francia, seguito da Vita delle forme, prefazione di Enrico Castelnuovo, trad. Sergio Bettini e Giuseppe Guglielmi, Torino: Einaudi, 1972
- Honoré Daumier (1808-1879), Milano: Studio d'arte grafica, 1976 (catalogo di mostra dal 23 ottobre al 20 dicembre 1976)
- Goya (1746-1826): i Capricci, Milano: Studio d'arte grafica, 1980 (catalogo di mostra dal 17 novembre al 23 dicembre 1980)
- Hokusai, trad. Giuseppe Guglielmi, Bologna: Alfa, 1982
- I disegni di Victor Hugo, trad. di Giuseppe Guglielmi, a cura di Sandra Costa, Bologna: Alfa, 1983
- Vita delle forme, prefazione di Enrico Castelnuovo, trad. Sergio Bettini, Torino: Einaudi, 1987 ISBN 8806594168
- Vita delle forme seguito da Elogio della mano, prefazione di Enrico Castelnuovo, trad. Sergio Bettini ed Elena De Angeli, Torino: Einaudi, 1990 ISBN 8806122630 ISBN 9788806163327
- Piero della Francesca, introduzione di Andrea Emiliani, Parma: Pratiche, 1992 ISBN 8873801684
- L'anno Mille, prefazione di Carlo Bertelli, trad. Angelina Marchi, Vicenza: Neri Pozza, 1998 ISBN 8873056717
- Estetica dei visionari e altri scritti, a cura di Marco Biraghi, Bologna: Pendragon, 1998 ISBN 8886366701
- Scritti di architettura, a cura di Orietta Rossi Pinelli, Torino: Testo & immagine, 1999 ISBN 8886498837
- Raffaello, prefazione di Marco Bussagli, trad. Annamaria Carenzi, Milano: Medusa, 2002 ISBN 8888130306
- Rembrandt, a cura di Federico Ferrari, Milano: Abscondita, 2002 ISBN 8884160448
- Hokusai, trad. Giuseppe Guglielmi, Milano: Abscondita, 2003 ISBN 8884160529
- Albrecht Dürer, trad. Giuseppe Guglielmi, Milano: Abscondita, 2004 ISBN 8884160715
- Piero della Francesca, trad. Fabrizia Lanza Pietromarchi, con uno scritto di Andrea Emiliani, Milano: Abscondita, 2004 ISBN 8884160901 ISBN 9788884162076
- Estetica dei visionari: Daumier, Rembrandt, Piranesi, Turner, Tintoretto, El Greco, trad. Giuseppe Guglielmi, Milano: Abscondita, 2006 ISBN 8884161231 ISBN 9788884162960
- L'anno mille, trad. Angelina Marchi, con uno scritto di Carlo Bertelli, Milano: SE, 2010 ISBN 9788877108555
- L'arte del buddhismo, trad. Luca Tognoli, Milano: Abscondita, 2012 ISBN 9788884163639